# Kopiec Wandy
Kopiec Wandy – kopiec znajdujący się we wschodniej części Krakowa w Nowej Hucie przy ul. Ujastek Mogilski.
Zbudowany prawdopodobnie ok. VII – VIII wieku. Jeden z pięciu kopców krakowskich. Wedle legendy jest mogiłą Wandy, córki księcia Kraka, której ciało miano wyłowić z nurtów nieopodal przepływającej Wisły. Kopiec zwieńczony jest marmurowym pomnikiem projektu Jana Matejki, ozdobionym kądzielą skrzyżowaną z mieczem oraz napisem „Wanda”.
Budowlę ulokowano na warstwie lessów przykrywającej terasę nadzalewową Wisły i Dubni. Usypano go z bardzo drobnoziarnistych skał: glin pylasto-ilastych oraz pyłów ilastych, określanych łącznie jako grunty lessopodobne. Dotyczy to skał tworzących powierzchniową warstwę kopca (do 30 cm), materiał jego wnętrza nie jest znany z powodu braku odpowiednich badań wgłębnych.
Według archeologa prof. Janusza Kotlarczyka kopiec jest tworem ludności celtyckiej. Wiele osób uważa, iż służył on jako system kalendarzowy, struktura obronna bądź miejsce kultu. Ludność Celtycka miała dwie osady na terenach Krakowa. Pierwsza z nich znajdywała się pod Kopcem Krakusa, a druga zaś we wsi Mogiła (Kraków) przy kopcu Wandy, te oraz inne osady celtyckie przy kopcach mogą sugerować wykorzystanie ich przez tę właśnie kulturę. Wedle teorii o celtyckim pochodzeniu kopca byłby on datowany na I wiek p.n.e.

## Historia kopca
- 1222 – pierwsza wzmianka o wsi Mogiła, której nazwa wiązana jest z Kopcem Wandy.
- 2. połowa XV wieku – Jan Długosz połączył kopiec w Mogile z grobowcem Wandy.
- 1584 – pierwsza wzmianka o wyglądzie kopca.
- 2. połowa XIX wieku – cystersi oddali kopiec w ręce narodu.
- 1860 – Austriacy otoczyli kopiec szańcem ziemnym w ramach fortyfikacji Twierdzy Kraków.
- 1888–1890 – zamiana ziemnego szańca na ceglano-kamienny fort.
- 1890 – Kornel Kozerski na własny koszt odnowił kopiec, na szczycie umieszczając marmurową rzeźbę orła, zaprojektowaną przez Jana Matejkę.
- ok. 1890 – prawdopodobnie w związku z opisanymi powyżej pracami, kopiec został (pierwszy, i jedyny jak do tej pory raz) przebadany przez nieformalnego naczelnika Ekonomatu w Krakowie i współzałożyciela Towarzystwa Miłośników Historii i Zabytków Krakowa, Teodora Kułakowskiego. Nie było to jednak badanie archeologiczne sensu stricto[5].
- 1914 - podczas mobilizacji na początku II wojny światowej na szczycie kopca umieszczono punkt obserwacyjny oraz zamontowano stanowisko karabinów maszynowcyh[4].
- 1968–1970 – rozebrano fort.
- 2012 - Oryginalna rzeźba z szczytu kopca trafia do Muzeum Krakowa, a na szczyt kopca trafia betonowa kopia[4].
- grudzień 2016 – przeprowadzono po raz pierwszy badania georadarowe, w wyniku których stwierdzono obecność anomalii[6][7].

## Widoki z Kopca Wandy

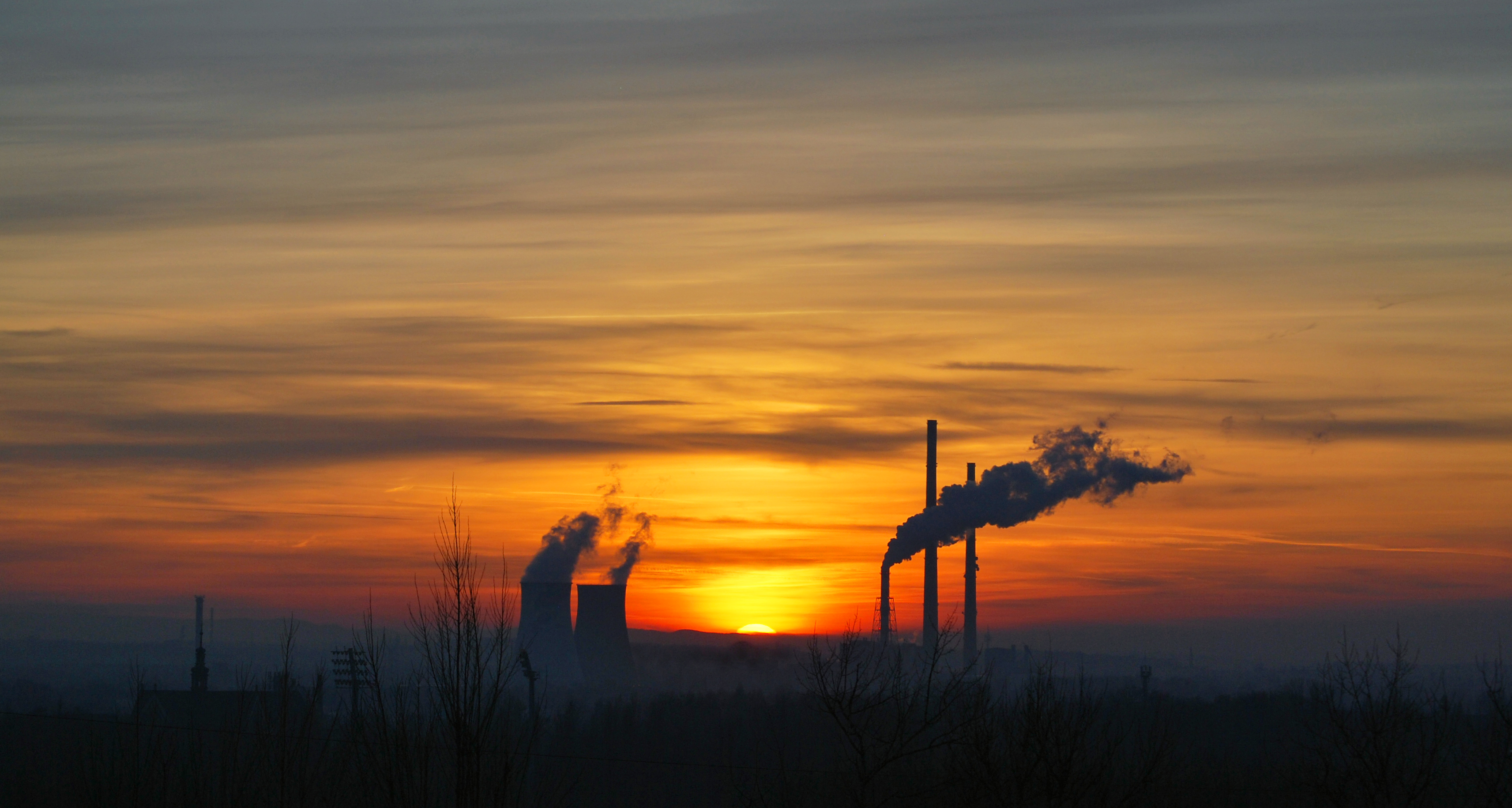
Zachód słońca widziany z Kopca Wandy 6 lutego, celtycki Imbolc. Słońce zachodzi za Kopcem Kraka.
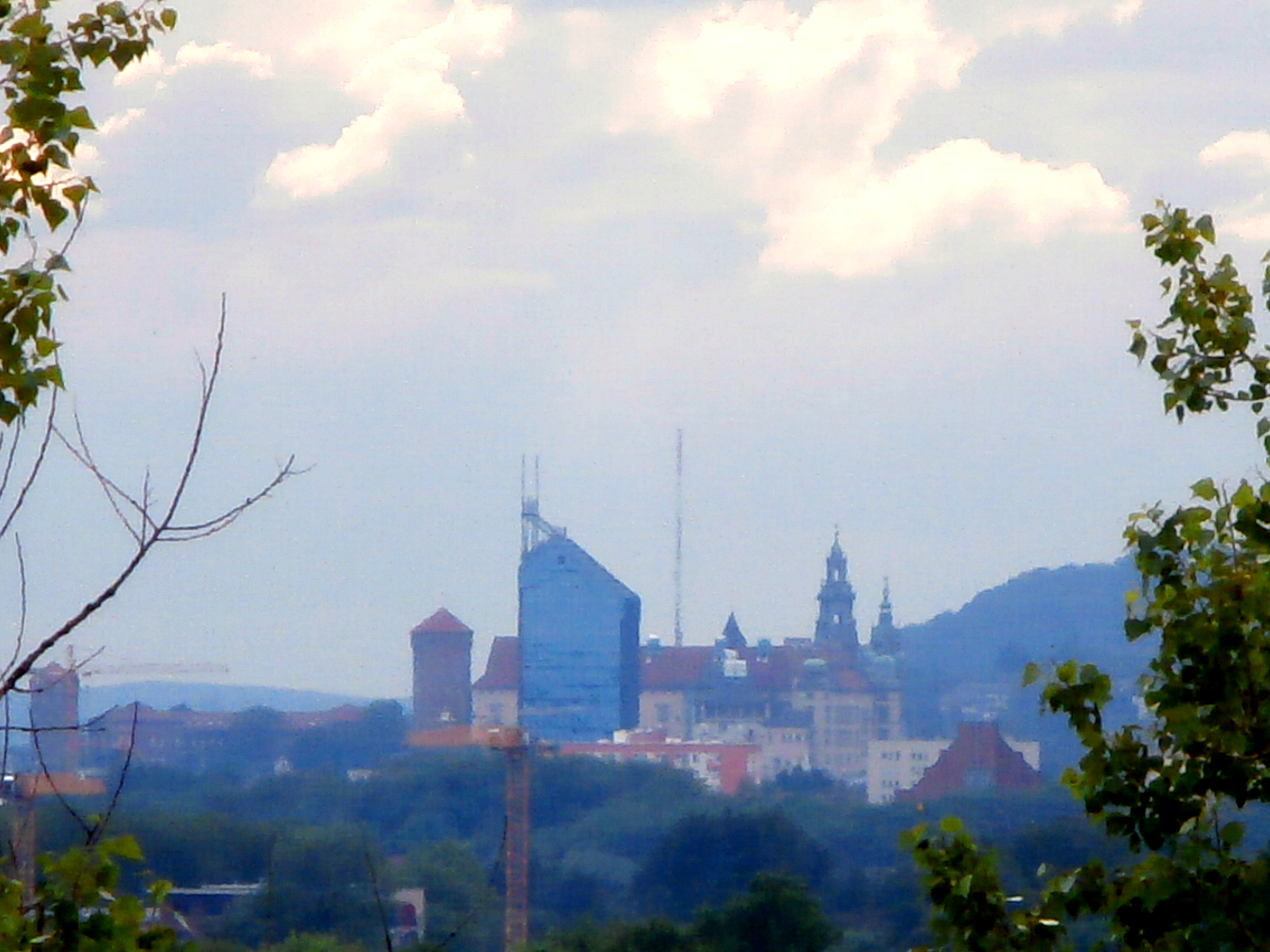
Widok w kierunku Wawelu
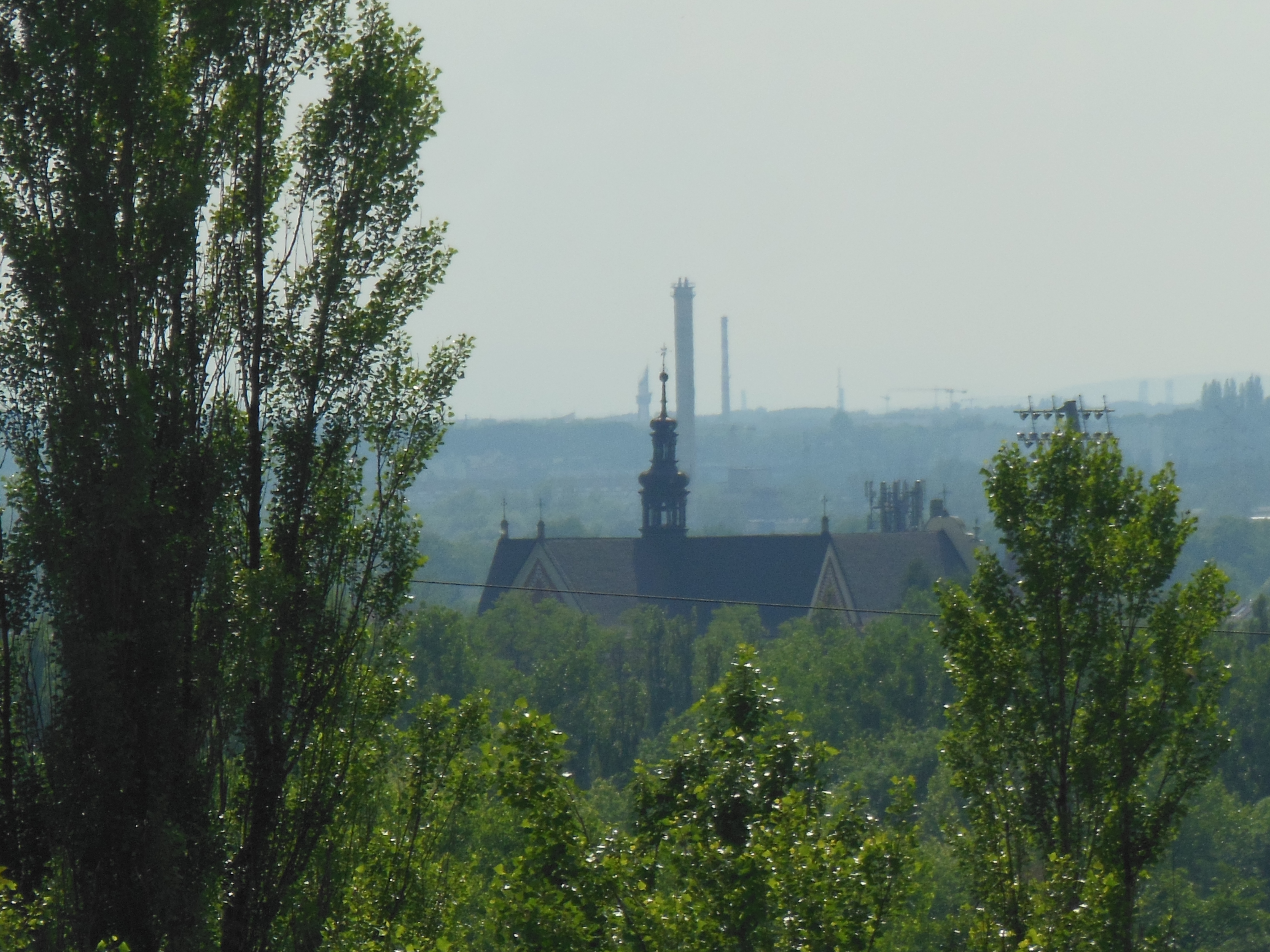
Widok w kierunku Opactwa Cystersów
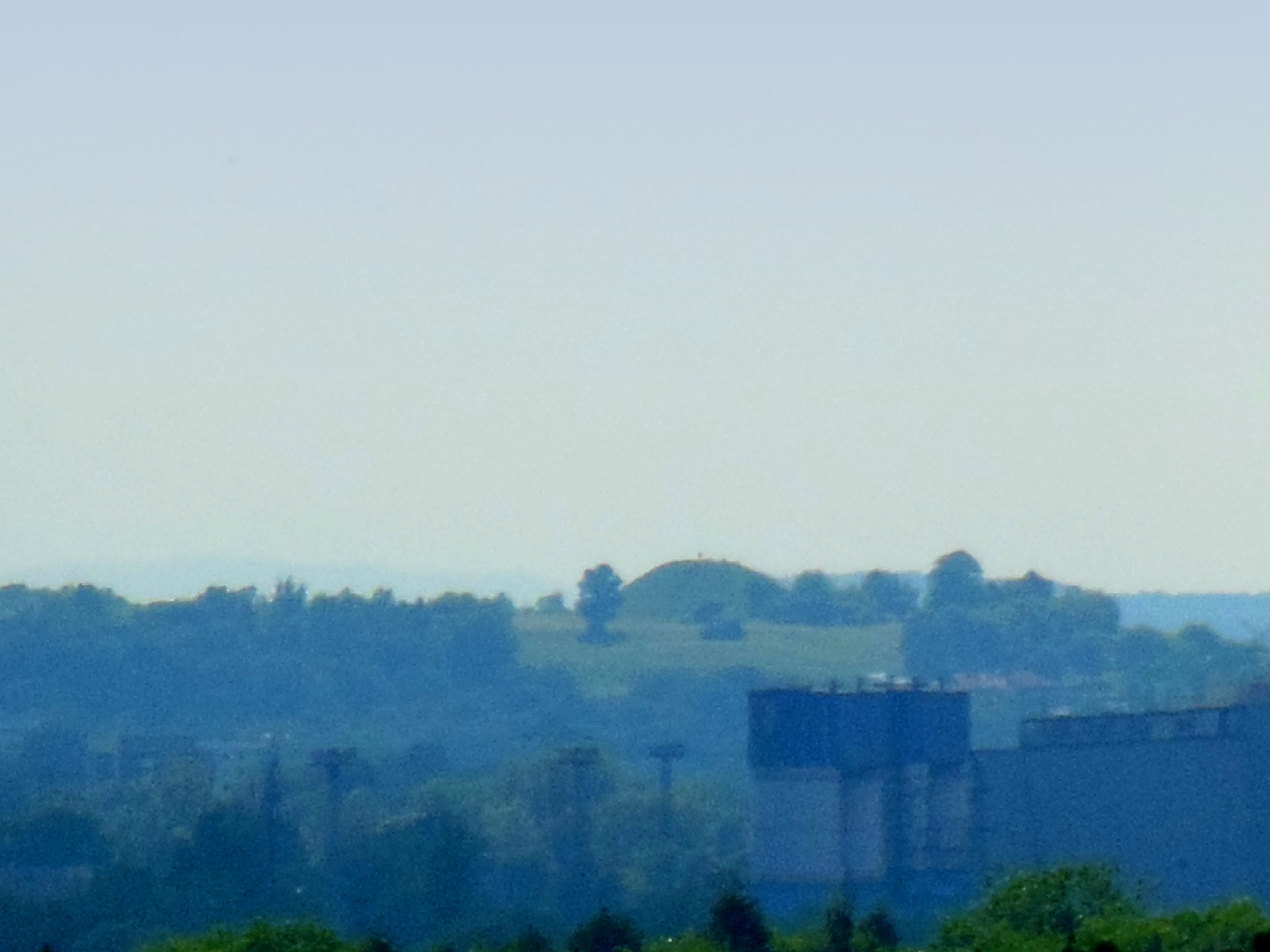
Widok w kierunku Kopca Kraka
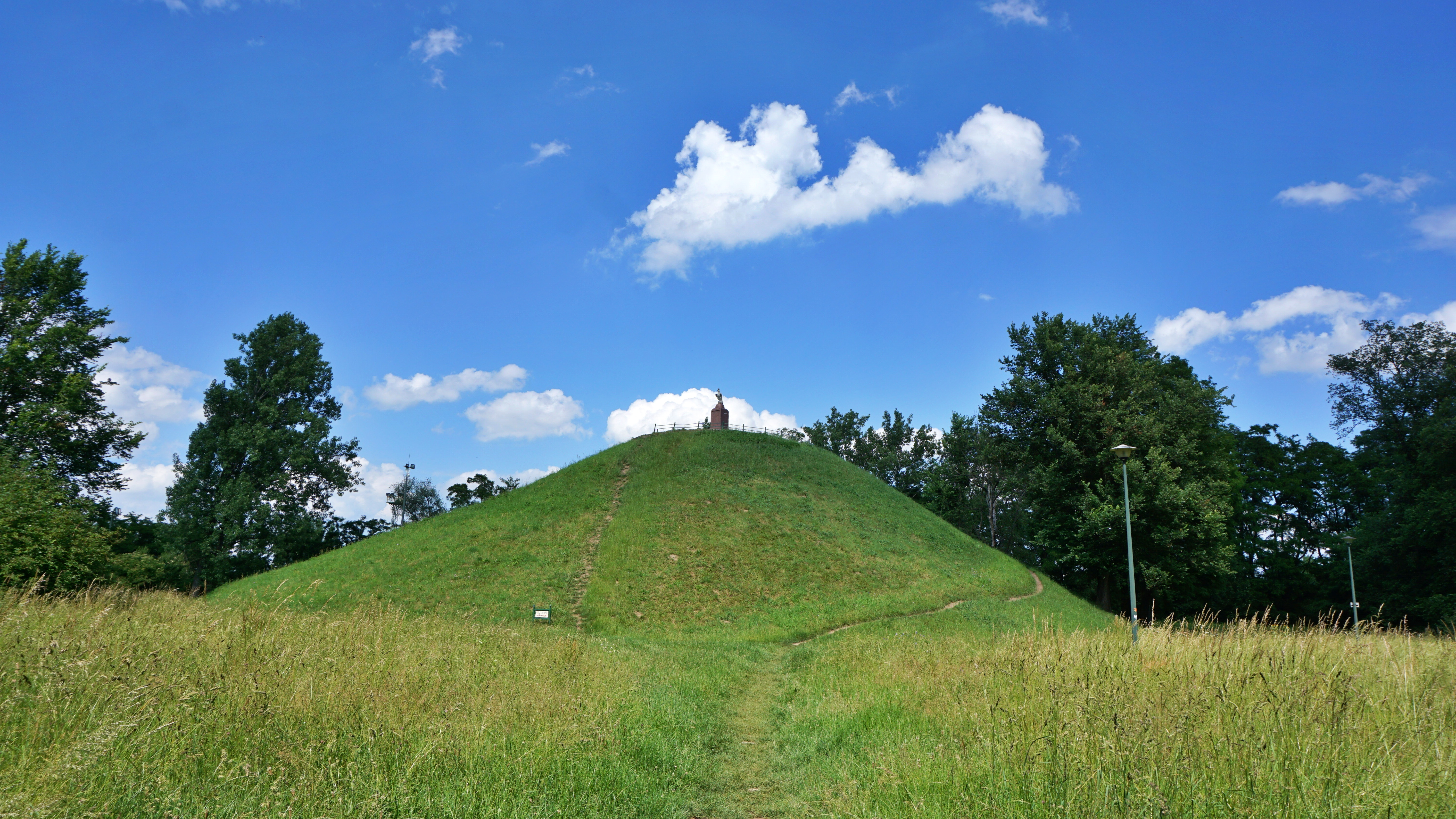
Widok z zachodu
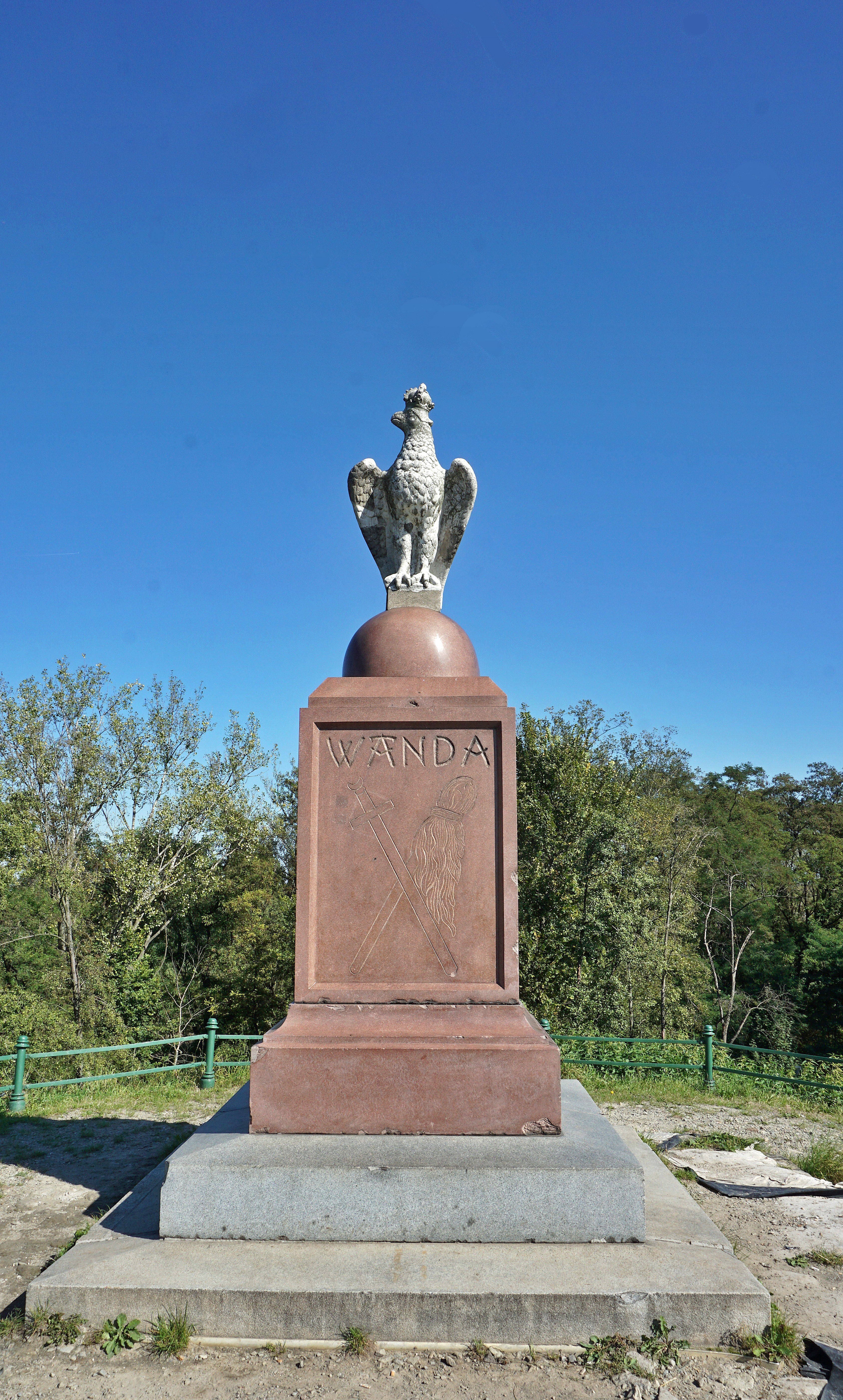
Pomnik Wandy (proj. Jan Matejko, 1890) wieńczący kopiec
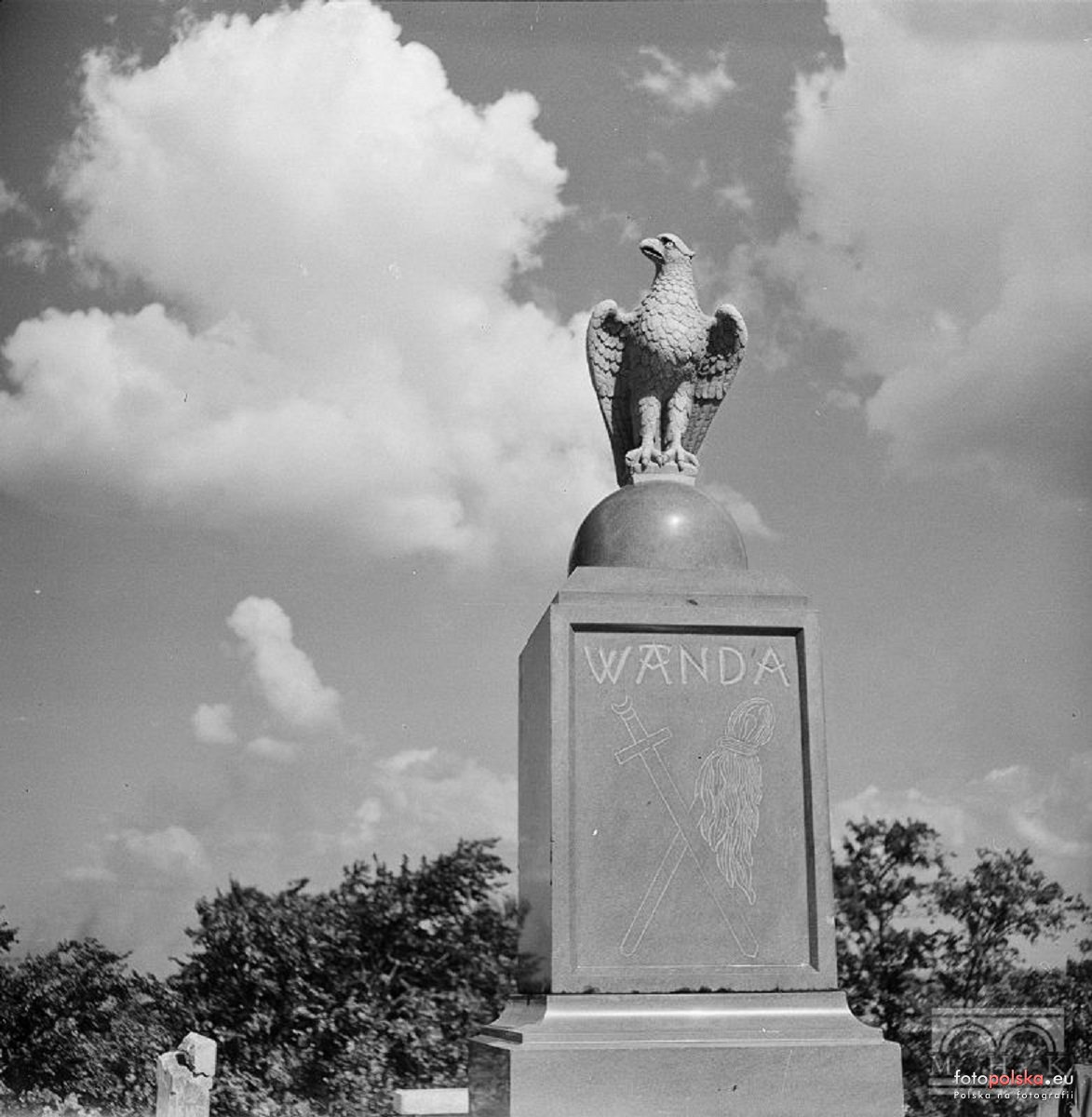
W okresie PRL pomnik autorstwa Jana Matejki, wieńczący kopiec nie posiadał korony

## Przybliżone wymiary
- wysokość 14 m (238 m n.p.m.)
- średnica podstawy 45–50 m
- średnica ściętego szczytu 9,5 m
- objętość około 9000 m³